# Guarania
Guarania är ett släkte av insekter. Guarania ingår i familjen spottstritar.
Kladogram enligt Catalogue of Life:
| Guarania | \| \| Guarania chapada \| \| \| \| \| \| Guarania consanguinea \| \| \| \| |
|          | \| \| Guarania chapada \| \| \| \| \| \| Guarania consanguinea \| \| \| \| |
|          | Guarania chapada                                                           |
|          |                                                                            |
|          | Guarania consanguinea                                                      |
|          |                                                                            |